# Phillip Chew
Phillip Chew (* 16. Mai 1994 in Anaheim, Kalifornien) ist ein US-amerikanischer Badmintonspieler. 

## Karriere
Phillip Chew siegte 2011 bei den Miami PanAm International im Mixed mit Paula Obanana. Im selben Jahr nahm er auch an den Badminton-Juniorenweltmeisterschaften teil. Bei den nationalen Titelkämpfen gewann er 2011 Bronze und 2012 Silber. 2012 qualifizierte er sich mit seiner Nationalmannschaft auch für die Endrunde des Thomas Cups, schied dort jedoch in der Gruppenphase aus. Zusammen mit Jamie Subandhi gewann er den Mixed-Wettbewerb bei den Brazil International ebenfalls im Jahre 2012.